# 历史学会
历史学会是致力于保存、收集、研究和解释历史信息或物品的组织。历史学会還可以細分為各個領域，例如国家、城镇、大学、铁路、民族和宗教团体、家谱、古董、历史建筑。 一些历史学会致力於保護以及修復历史建筑，並且力促具有历史意义的建築向公众開放。